# Smętowo Graniczne
Schmentau
Smętowo Graniczne, anciennement Schmentau (en Allemagne), est un village du powiat de Starogard (voïvodie de Poméranie, Pologne), et le siège de la gmina de Smętowo Graniczne. En 2006, il comptait environ 3 000 habitants.